# SN 1999ec
SN 1999EC是1999年10月2日爆发于NGC 2207的超新星，位于大犬座内。发现时最亮星等达17.90。